# Mille chilometri al minuto!
Pour plus de détails, voir Fiche technique et Distribution.
Mille chilometri al minuto! (ou 1000 km al minuto!)  est un film de comédie de science-fiction italien réalisé par Mario Mattoli avec Nino Besozzi sorti en 1939.

## Synopsis
Guido Renzi et son avocat poursuivent dans la rue une fille afin de lui rendre le portefeuille qu'elle a perdu. Celle-ci rentre chez elle et se glisse dans l'atelier de son père, un astrophysicien qui est en train de faire une expérience sur une fusée qui doit partir pour Mars.  Les deux hommes finissent par être impliqués dans l'aventure.

## Fiche technique
- Titre original : Mille chilometri al minuto!
- Réalisation : Mario Mattoli
- Scénario : Aldo De Benedetti, Mario Mattoli
- Production : Fauno Film
- Décors : Piero Filippone
- Musique : Ezio Carabella
- Montage : Mario Mattoli
- Date de sortie : 1939
- Langue : Italien
- Pays de production :  Royaume d'Italie
- Durée : 80 min

## Distribution
- Nino Besozzi : Guido Renzi
- Antonio Gandusio : avocat
- Mario Ersanilli : scientifique
- Vivi Gioi: fille du scientifique
- Romolo Costa
- Amelia Chellini